# Manhattan Chamber Orchestra
La Manhattan Chamber Orchestra è un'orchestra da camera con sede a Manhattan, New York City, New York, Stati Uniti.

## Storia
L'orchestra fu fondata nel 1987 da Richard Auldon Clark, che rimane direttore artistico e direttore d'orchestra. L'orchestra esegue musica di tutti i generi con un'attenzione particolare alla musica contemporanea di compositori americani. Esegue in media otto concerti a stagione a New York City e anche tournée.

## Attività
Ha presentato in anteprima e/o registrato la musica di William Grant Still, Alec Wilder, Victor Herbert, John Rutter, Henry Cowell, Alan Hovhaness, Otto Luening, Dominick Argento, Randall Thompson, Eric Ewazen, David Amram e Dave Soldier. 
La Manhattan Chamber Orchestra ha pubblicato 30 CD sulle etichette Newport Classic, KOCH International, AVANT, VOX, Helicon, KLEOS Classics e Mulatta Records. Registra una media di tre nuovi CD all'anno.